# 普萊森特布魯克 (紐約州)
普萊森特布魯克（英語：Pleasant Brook）是位於美國紐約州奧齊戈縣的非建制地區。

## 歷史
普萊森特布魯克的郵局於1850年設立，其後於1922年停運。

## 地理
普萊森特布魯克所處的海拔為高於海平面406米（即1332英呎），而該地所採用的時區為UTC-5，即北美东部时区（EST）。同時該地設有夏令時間，為UTC-5調快一小時，即UTC-4（EDT）。